# Adolphe Millot
Pour les articles homonymes, voir Millot.
Adolphe Philippe Millot (1er mai 1857 à Paris - 18 décembre 1921 à Paris) fut un illustrateur français dans les disciplines de l'histoire naturelle.
Professeur de dessin au Muséum national d'histoire naturelle où il disposait d'une grande variété de modèles, il se spécialisa dans l'illustration des animaux et des végétaux.
Ses œuvres conjuguent le savoir-faire d'un dessinateur, les qualités artistiques d'un peintre et les connaissances d'un scientifique.
Des planches de ses illustrations naturalistes ont été publiées dans les éditions du dictionnaire Le Petit Larousse au cours du XXe siècle.